# 协会“斗争”
协会“斗争」（羅馬化：Ob'yednannia “Boroťba”）是乌克兰的一个左派组织。该组织成立于2011年5月1日。该组织的意识形态是共产主义、马克思列宁主义。该组织的领导人是Serhiy Kirichuk。该组织的总部位于敖德萨。该组织在敖德萨、哈尔科夫、基辅、第聂伯罗彼得罗夫斯克等城市活动。